# Etreros
Etreros es una localidad de la provincia de Segovia comunidad autónoma de Castilla y León, España. Pertenece al municipio de Sangarcía.
Situado a 32 km de la capital de la provincia, en el partido judicial de Santa María la Real de Nieva por lo que se encuentra en la zona conocida como la Campiña Segoviana.
Dentro del Sexmo de la Trinidad, forma parte de la Comunidad de Ciudad y Tierra de Segovia.

## Historia
Nace documentalmente en el año 1168, en un documento del arzobispo Cerebruno de Toledo, en relación con la Abadía de Santa María Real de Párraces a la que perteneció eclesiásticamente hasta la desamortización de Mendizábal.
Fue municipio independiente hasta 1969 en que se incorpora al citado municipio de Sangarcía.

## Geografía humana

### Demografía
| Gráfica de evolución demográfica de Etreros entre 1842 y 1960 |
| |
| Población de derecho según los censos de población del INE Población de hecho según los censos de población del INEEntre el censo de 1970 y el anterior, este municipio desaparece porque se integra en el municipio 40180 (Sangarcía) |

| 450           | 404 | 378 | 342 | 354 | 354 | 358 | 347 | 328 | 341 | 375 | 342 | 309 |
| (Fuente: INE) |     |     |     |     |     |     |     |     |     |     |     |     |

| 119           | 122 | 108 | 108 | 120 | 126 | 112 | 101 | 94 | 102 | 101 | 97 |
| (Fuente: INE) |     |     |     |     |     |     |     |    |     |     |    |

## Patrimonio
- Templo parroquial bajo la titularidad del patrón San Juan Bautista, cuya fiesta se celebra el sábado más próximo al 24 de junio.
- Ermita del Santo Cristo de los Afligidos, junto al Camino Real, cuya fiesta se celebra el primer sábado de mayo. En esta ermita, en la que reciben sepultura los párrocos, también estuvo enterrado el famoso guerrillero de la Guerra de la Independencia, D. Julián Sánchez "El Charro".
- Antigua casa-palacio de los Condes de Mansilla.
- Las fiestas mayores tienen lugar en torno al 14 de septiembre en honor al Santo Cristo de la Buena Muerte, e incluyen celebración litúrgica, procesión, bailes y veladas, campeonatos de juegos autóctonos, encierro y becerrada.
- Etreros es el pueblo español más pequeño con festejos taurinos.